# Roderick Murchison
Roderick Impey Murchison (19. února 1792, Muir of Ord, Skotsko – 22. října 1871 Londýn Velká Británie) byl skotský geolog a paleontolog. Je po něm pojmenován kráter Murchison na Měsíci, australská řeka Murchison a Murchisonovy vodopády v Ugandě.

## Život
Roderick Murchison se narodil v tradiční skotské rodině v Muir of Ord v hrabství Ross-shire. Byl vychován v Durhamu. Ve třinácti letech začal studovat na vojenské škole v Great Marlow. Účastnil se tažení do Galicie ve Španělsku v roce 1808, kde byl při ústupu málem zajat. Po skončení napoleonských válek odešel z armády, prodal rodinnou usedlost ve Skotsku a usadil se ve střední Anglii. Zde se brzy stal jedním z největších lovců lišek. Roku 1816 se oženil s Charlotte Hugoninovou, vysoce vzdělanou dcerou generála Hugonina, která ho povzbuzovala k vědeckému studiu. Z podnětu chemika Humphry Davyho se účastnil přednášek na Royal Institution v Londýně. Oblíbil si geologii, stal se jedním z nejaktivnějších členů Geologické společnosti v Londýně. Jeho kolegy byli Adam Sedgwick, William Conybeare, William Buckland, William Fitton, Charles Lyell a Charles Darwin. Murchison za pomoci W. H. Fittona připravil první vědeckou zprávu, kterou přednesl společnosti v roce 1825.
V Geologické společnosti se seznámil s profesorem v Cambridgi Adamem Sedgwickem, s nímž navázal přátelství, které se projevilo zvláště na jejich společných studijních cestách v Anglii, Skotsku aj. Na těchto cestách získal mnoho poznatků, které mu dodaly materiál pro zprávy Geologické společnosti. Tyto zprávy byly v Geologické společnosti velmi ceněny, proto byl Murchison záhy zvolen do funkce jednoho ze dvou sekretářů společnosti. Do terénní práce byl Murchison uveden W. Bucklandem, profesorem v Oxfordu. Spolu s Charlesem Lyellem studoval vulkanickou oblast v Auvergne a jinde v jižní Francii a navštívil též severní Itálii, Tyrolsko a Švýcarsko. Roku 1829 se pustil spolu se Sedgwickem do řešení nesnadného problému geologické struktury Alp. Výsledky společné cesty do bavorských a rakouských Alp popsali oba autoři v práci „A sketch of the structure of the Eastern Alps“, vydané Londýnskou geologickou společností v roce 1831.
V roce 1831 navštívil Morchison na popud Bucklanda pobřeží Walesu za účelem studovat zde horniny tzv. drobové formace v podloží starého červeného pískovce (Old red sandstone) a stanovit jejich sukcesi, jak to pro druhohorní horniny Anglie provedl William Smith (1769–1839). Z toho se vyvinula dlouholetá Murchisonova práce ve Walesu, Cumberlandu a sousedních hrabstvích, jejímž výsledkem bylo první rozdělení tehdy neprobádaných souvrství v několika rozeznatelných sériích, z nichž každá byla charakterizována ústrojnými zbytky do té doby neznámými v ostatních vrstvách Anglie. Při výzkumu těchto starých formací postupoval Murchison od tehdy již dobře známého souvrství „starého červeného pískovce“ (Old Red Sandstone) směrem dolů do stále starších vrstev a věnoval důkladnou pozornost zkamenělinám obnaženým v jednotlivých vrstvách. Když o svých výzkumech poprvé přednášel roku 1833 v Londýnské geologické společnosti, doporučil mu francouzský geolog L. Elie de Beaumont (1798–1874) a jiní přátelé, aby nově stratigraficky rozčleněné komplexy studovaných vrstev „drobové formace“ označil nějakým případným názvem. Bylo to v době, kdy se poprvé začaly vymezovat jednotlivé geologické útvary.
Murchison tedy označil studované komplexy jako útvar The Silurian System podle kmene Silurů, kteří v římské době obývali Wales.
V téže době, kdy Murchison studoval mladší oddíly „drobové formace“, zabýval se jeho přítel Sedgwick výzkumem starších oddílů drobové formace dobře odkrytých ve skalnatých a geologicky složitých oblastech Cumberlandu a Westmorlandu, známých pod názvem „Jezerní oblasti“ (Lake District), a severního Walesu.
Na Murchisonovu radu zavedl Sedgwick pro starší oddíly drobové formace název kambrický útvar (The Cambrian System) podle krajiny Cambrie, jak se v římské době nazýval Wales.
Podle úložných poměrů a na základě litologické povahy vrstev rozdělil Sedgwick své kambrium do tří oddílů:
- spodní
- střední
- svrchní

Podobně i Murchison rozdělil svůj silur na:
- spodní
- svrchní

O vzájemném poměru mezi Sedgwickovým kambriem a Murchisonovým silurem se zprvu mnoho nevědělo a soudilo se, že oba útvary do sebe plynule přecházejí.
V roce 1839 vydal Murchison své klasické dílo The Silurian System doprovázené geologickými mapami, profily a obrazy krajin a tabulemi s vyobrazenými zkamenělinami. Toto monumentální dílo vzbudilo velkou pozornost nejen evropských, ale i amerických geologů a přispělo tak k rozpoznání silurského útvaru v mnoha zemích, v nichž staré formace byly dosud označovány jako „Ubergangsgebire“ nebo „Grauwackenformation“. V Čechách označil Joachim Barrande staré formace středních a jihozápadních Čech jako „systém silurský středních Čech“.
Po stanovení kambrického a silurského útvaru obrátili Murchison a Sedgwick pozornost k jihozápadnímu cípu Anglie, k hrabství Cornwall a Devonshire, kde silně tektonicky postižená drobová formace dlouho působila anglickým geologům potíže ohledně její stratigrafické příslušnosti. V oblasti obou hrabství jižně od Bristolského zálivu není vyvinut starý červený pískovec (Old Red) a značná část vrstev drobové formace obsahuje živočišné a zvláště rostlinné zbytky podobné zbytkům vyskytujících se v kamenouhelných pánvích. Tyto vrstvy se zbytky rostlin byly již tehdy označovány jako Culm-measures. Sběrem a studiem zkamenělin obsažených v drobové formaci Cornwallu a Devonského hrabství se dlouho zabýval William Lonsdale (1794–1871), který koncem roku 1837 přišel k závěru, že vrstvy starší než Culmmeasures obsahují zkameněliny, které se značně liší od zkamenělin Murchisonova silurského útvaru i od zkamenělin kulmských a představují jakýsi přechod mezi oběma faunami.
Z toho se dalo usoudit, že vrstvy s touto přechodnou faunou tvoří asi stratigrafický ekvivalent starého červeného pískovce. Sedgwick a Murchison, kteří se dva roky věnovali tomuto problému, se nakonec přesvědčili o správnosti Lonsdalovy domněnky a rozhodli se prohlásit vrstvy v podloží Culm-measures, obsahující faunu přechodného rázu mezi silurskou a kamenouhelnou, za nový samostatný geologický útvar, jejž označili roku 1839 podle Devonského hrabství jako devon – Devonian system. Protože je devonský útvar v jihozápadní Anglii pro silné tektonické porušení špatně vyvinut, nelze ho zde tedy spolehlivě podrobněji stratigraficky rozčlenit, podnikli Sedgwick a Murchison studijní cestu na evropský kontinent do Německa, zvláště do Porýní, na Harz a do Smrčin, kde zjistili, že je zde devonský útvar rozšířen v rozsáhlých oblastech a poskytuje mnohem příznivější podmínky pro stratigrafické studium, než je tomu v Anglii.
V pozdějších letech vznikl mezi Murchisonem a Sedgwickem dlouholetý spor o stanovení poměru kambrického útvaru k útvaru silurskému. Při studiu zkamenělin, které pocházely z Jezerní oblasti a ze severozápadního Walesu, se ukázalo, že fauna tzv. svrchního kambria Sedgwickova je totožná s faunou Murchisonova spodního siluru. Proto prohlásil Murchison Sedgwickovo svrchní kambrium za spodní silur. Sedgwick na rozdělení svého kambria neústupně trval. Pravda byla ovšem na straně Murchisonově, protože Murchisonovo rozdělení siluru se opíralo o paleontologický obsah vrstev, kdežto Sedgwick nebral ve svém dělení kambria vůbec v úvahu výskyt zkamenělin.
Spor o vymezení hranice mezi kambriem a silurem ukončil po smrti Murchisona a Sedgwicka roku 1870 návrh Charlese Lapwortha, profesora na universitě v Birminghamu (1842–1920), který pro sporný komplex vrstev stanovil jako samostatný geologický útvar mezi kambriem a silurem – ordovik (Ordovician system), odpovídající svrchnímu oddílu kambria v pojetí Sedgwicka, resp. spodnímu oddílu siluru v pojetí Murchisona. V novém pojetí představuje silur svrchní oddíl Murchosonova silurského útvaru a bývá takto zúžený silurský útvar často označován jako (Gothlandien), jak ho r. 1893 nazval Eugène Renevier podle švédského Gotlandu.
Na vyzvání ruské vlády vykonal Murchison v letech 1840 a 1841 dvě expedice do Ruska a na Ural, již se jako spolupracovníci účastnili francouzský geolog Édouard de Verneuil (1805–1873) a jako paleontolog – baltský Němec, hrabě Alexander Keyserling (1815–1873). Výsledky této vědecké expedice, která byla ruskou vládou dobře podporována, byly jmenovanými autory zpracována v roce 1845 v objemném dvousvazkovém díle „The geology of Rusia and the Ural Mountains“. Na expedici v roce 1841 konstatoval Murchison, že v permské gubernii a v rozsáhlé sousední oblasti východního evropského Ruska se rozkládají v obrovských plochách uloženiny stářím odpovídajícím červené jalovině a zechsteinu střední Evropy a že tudíž Rusko může sloužit jako typická oblast těchto formací. Z toho důvodu navrhl, aby se všechny uloženiny mezi kamenouhelným útvarem a triasem označovaly jako útvar – Permian system – který by představoval nejmladší člen paleozoika.
Toto označení zatlačilo dřívější název Terrain Pénéen, zvláště, když ho doporučil Hanz Bruno Geinitz a Gutbier[kdo?] ve své důležité monografii o zkamenělinách německého zechsteinu a červené jaloviny. Proti Murchisonovu označení permu se později v roce 1859 velmi energicky postavil francouzský, později v Americe usazený geolog Jules Marcou (1814–1898), který pro perm navrhl název Dyas. Třebaže Hanz Bruno Geinitz (1814–1900) tento název v roce 1861 uznal a ve svých dalších spisech ho užíval, přece se Marcouův návrh neujal a platí nadále Murchisonův název Prem, i když ruský perm se značně liší od permských uloženin střední Evropy.
Na svých cestách po Evropě přicestoval Murchison v srpnu roku 1847 v doprovodu de Verneuila, hraběte Keyserlinga a Joachima Barranda na Moravu. Na společné exkurzi z Olomouce navštívili tito učenci významnou paleontologickou lokalitu u Čelechovic a Kaple (Rittberku), o niž tehdy panovala nejistota, kterému útvaru tamní vápence náležejí. Ve své zprávě, kterou Murchison uveřejnil v roce 1848 v „Neues f. Min., Geol. etc.“ se praví, že vápence olomouckého okolí, přestože svou petrografickou povahou upomínají na starší formaci devonu, podle charakteru své bohaté fauny jsou jistě devonského stáří. Murchison si povšiml křemenců a slepenců v podloží stringocefalového vápence a přirovnal tyto horniny k vrstvám spodního devonu v Porýnském břidličném pohoří. Naproti tomu byl Murchison na pochybách, kam je třeba zařadit tmavé drobové pískovce až slepence, které u Slatinic tvoří nadloží devonských vápenců. Prý tyto pískovce v mnohém ohledu upomínají na některé odrůdy karpatského pískovce. Murchison dále ve své zprávě poznamenává, že až dosud nebyly činěny rozdíly mezi „drobami a vápenci“ olomouckého okolí a „drobami a vápenci“. Potom však, co zhlédl u Olomouce, v Kladsku a ve Slezsku, kde byl zjištěn pravý devon, lze prý se nadít, že v podloží devonských vrstev olomouckého okolí budou nalezeny vrstvy analogické českému siluru. To ovšem byl úsudek nesprávný.
Zatím vědecký věhlas a význam Murchisonův rostl a tak, když v roce 1855 zemřel první ředitel britského geologického ústavu (Geological Survey) Sir Henry Thomas de la Bèche (1796–1855), byl Murchison jmenován jeho nástupcem a zastával funkci ředitele až do své smrti v roce 1871. Zde se zasloužil o podrobné geologické mapování britských ostrovů a vybudování muzea praktické geologie v Jermyn Street v Londýně, jakož i o založení královské hornické školy. V pozdějších letech svého života se Murchison zajímal o geologickou stavbu skotské Vysočiny (Scotish Highlands), kde upoutala jeho pozornost poloha krystalických břidlic, tzv. Eastern Schists neboli Moinianu, v podloží „silurských“ (ve skutečnosti převážně kambrických a spodnoordovických) vrstev. Z tohoto plochého uložení krystalických břidlic na paleozoiku usuzoval Murchison, že krystalické břidlice mohly vznikat i v mladších geologických dobách. V roce 1883 dokázal Charles Lapworth v práci zvané „The secret of the Highlands“, že Eastern Schists (Moinian) byly jako příkrov ploše nasunuty na pruh paleozoických hornin severozápadního Skotska.
Velkou péči věnoval Murchison Královské geografické společnosti v Londýně, ve které byl roce 1830 jedním ze zakladatelů a v dalších letech mnohokrát předsedou. Velmi se zajímal o život a dílo skotského cestovatele v Africe Davida Livingstonea (1813–1873).
Murchison zemřel v Londýně dne 22. října 1871.
K jeho poctě byly zřízeny medaile a fond, které se každoročně udělují jako ceny Geologickou společností v Londýně.

## Dílo
- 1825: Geological Sketch of the North-Western Extremity of Sussex, and the adjoining parts of Hants and Surrey
- 1830: A Sketch of the Structure of the Austrian Alps
- 1834: Outline of the Geology of the Neighbourhood of Cheltenham
- 1835: On the Silurian and Cambrian Systems, Exhibiting the Order in which the Older Sedimentary Strata Succeed each other in England and Wales
- 1839: The Silurian System
- 1839: On the Classification of the older stratified deposits of Devonshire and Cornwall |
- 1841: First sketch of the principal results of a second geological survey of Russia
- 1841: On the Geological Structure of the Northern and Central Regions of Russia in Europe
- 1842: On the Classification and Distribution of the Older or Paleozoic Rocks of the North of Germany and Belgium, and Their Comparison with Formations of the same Age in the British Isles
- 1845: The Geology of Russia in Europe and the Ural Mountains
- 1848: On the Geological Structure of the Alps, Apennines, and Carpathians, more especially to prove a transition from Secondary to Tertiary Eocks, and the development of Eocene deposits in Southern Europe., with plate of sections
- 1854: Siluria: The history of the oldest known rocks containing organic remains, with a brief sketch of the distribution of gold over the earth